# Maroko na Zimowych Igrzyskach Olimpijskich 2018
Maroko na Zimowych Igrzyskach Olimpijskich 2018 – występ kadry sportowców reprezentujących Maroko na igrzyskach olimpijskich w Pjongczangu w 2018 roku.
Kadrę stanowili dwaj zawodnicy, którzy wystąpili w trzech konkurencjach w dwóch dyscyplinach sportowych – biegach narciarskich i narciarstwie alpejskim. 
Funkcję chorążego reprezentacji Maroka podczas ceremonii otwarcia igrzysk pełnił biegacz narciarski Samir Azzimani, a podczas ceremonii zamknięcia – narciarz alpejski Adam Lamhamedi. Reprezentacja Maroka weszła na stadion jako 21. w kolejności, pomiędzy ekipami z Monako i Czarnogóry.
Na igrzyska pojechał również rezerwowy alpejczyk, Sami Lamhamedi, który wypełnił warunki kwalifikacji olimpijskiej, jednak nie mógł wziąć udziału w rywalizacji olimpijskiej, gdyż Maroko nie otrzymało kwoty dwóch miejsc w narciarstwie alpejskim. Sami Lamhamedi był zatem rezerwowym członkiem ekipy olimpijskiej na wypadek, gdyby jego brat Adam doznał kontuzji i nie mógł wystartować w zawodach.
Był to 7. start reprezentacji Maroka na zimowych igrzyskach olimpijskich i 21. start olimpijski, wliczając w to letnie występy.

## Skład reprezentacji

### Biegi narciarskie
| Konkurencja                                         | Zawodnik       | Czas    | Strata   | Miejsce |
| --------------------------------------------------- | -------------- | ------- | -------- | ------- |
| Bieg indywidualny mężczyzn na 15 km stylem dowolnym | Samir Azzimani | 47:39,9 | +13:56,0 | 111.    |

### Narciarstwo alpejskie
| Konkurencja            | Zawodnik       | Przejazd 1 | Przejazd 1 | Przejazd 2 | Przejazd 2 | Czas łączny | Miejsce |
| Konkurencja            | Zawodnik       | Czas       | Miejsce    | Czas       | Miejsce    | Czas łączny | Miejsce |
| ---------------------- | -------------- | ---------- | ---------- | ---------- | ---------- | ----------- | ------- |
| Slalom mężczyzn        | Adam Lamhamedi | DNF        | DNF        | DNS        | DNS        | DNF         | DNF1    |
| Slalom gigant mężczyzn | Adam Lamhamedi | 1:18,50    | 61.        | 1:17,54    | 54.        | 2:36,04     | 53.     |